# N.E.O.
N.E.O. – drugi album studyjny polskiego duetu hip-hopowego Pięć Dwa, wydany 17 czerwca 2014 roku nakładem wytwórni muzycznej My Music. Nagrania dotarły do 6. miejsca polskiej listy przebojów – OLiS. Promowane były teledyskiem do utworu „Ersatz”.

## Lista utworów
Opracowano na podstawie materiału źródłowego.
1. „Elektryczność w ciszy” (muzyka: Paweł „Deep” Paczkowski, gitara basowa, gitary: Konrad Szadkowski, tekst: Przemysław „Hans” Frencel, Paweł „Deep” Paczkowski) – 4:05
2. „Odwróceni” (muzyka: Paweł „Deep” Paczkowski, gitara basowa, gitara: Konrad Szadkowski, tekst: Przemysław „Hans” Frencel, Paweł „Deep” Paczkowski, chórki: Bartosz „Chupa” Zawadzki) – 3:35
3. „S.O.S.” (muzyka: Paweł „Deep” Paczkowski, gitara basowa: Konrad Szadkowski, tekst: Przemysław „Hans” Frencel, Paweł „Deep” Paczkowski) – 3:06
4. „Mentalność 0.01” (skit; muzyka: Paweł „Deep” Paczkowski) – 1:34
5. „W tęczowych barwach” (muzyka: Paweł „Deep” Paczkowski, gitara basowa: Grzegorz Prałat, tekst: Przemysław „Hans” Frencel, Paweł „Deep” Paczkowski) – 4:03
6. „Zdjąć obrożę” (muzyka: Paweł „Deep” Paczkowski, tekst: Przemysław „Hans” Frencel, Paweł „Deep” Paczkowski, scratche: DJ WU) – 4:32
7. „Psalm 52” (muzyka: Paweł „Deep” Paczkowski, tekst: Przemysław „Hans” Frencel, Paweł „Deep” Paczkowski) – 4:21
8. „Mentalność 0.02” (skit; muzyka: Paweł „Deep” Paczkowski) – 2:47
9. „Świecie nasz” (muzyka: Grzegorz Prałat, gitara basowa: Konrad Szadkowski, tekst: Przemysław „Hans” Frencel, Paweł „Deep” Paczkowski) – 3:22
10. „Księstwo Moonako” (muzyka: Paweł „Deep” Paczkowski, gitara basowa: Konrad Szadkowski, tekst: Przemysław „Hans” Frencel, Paweł „Deep” Paczkowski) – 4:41
11. „Stonka” (skit; materiał „Walka ze stonką” z Polskiej Kroniki Filmowej nr 25/50, właściciel praw WFDiF) – 1:48
12. „Make-up” (muzyka: Paweł „Deep” Paczkowski i Konrad Szadkowski, gitara basowa, gitara: Konrad Szadkowski, tekst: Przemysław „Hans” Frencel, Paweł „Deep” Paczkowski) – 3:44
13. „Ersatz” (muzyka: Paweł „Deep” Paczkowski, gitara: Konrad Szadkowski, tekst: Przemysław „Hans” Frencel, Paweł „Deep” Paczkowski, scratch: DJ WU) – 4:30
14. „N.E.O.(n.)” (muzyka: Konrad Szadkowski, tekst: Przemysław „Hans” Frencel, Paweł „Deep” Paczkowski, śpiew: Bartosz „Chupa” Zawadzki, scratch: DJ WU) – 3:52
15. „Mentalność 0.03” (skit; muzyka: Paweł „Deep” Paczkowski) – 2:24